# 特爾巴斯塔 (內布拉斯加州)
特爾巴斯塔（英語：Telbasta）是位於美國內布拉斯加州華盛頓縣的非建制地區。

## 歷史
特爾巴斯塔的郵局於1890年設立，其後於1900年停運。

## 地理
特爾巴斯塔所處的海拔為高於海平面401米（即1316英呎），而該地所採用的時區為UTC-6，即北美中部时区（CST）。同時該地設有夏令時間，為UTC-6調快一小時，即UTC-5（CDT）。